# イングランド防衛同盟
イングランド防衛同盟（-ぼうえいどうめい、英: English Defence League、略称:EDL）とは、イギリスの市民団体。2009年6月27日結成。組織の創設者は、ルートン出身の日焼けサロンの店主であるトミー・ロビンソン。メンバー数はおよそ25000人から35000人と推測されている。

## 概要・特徴

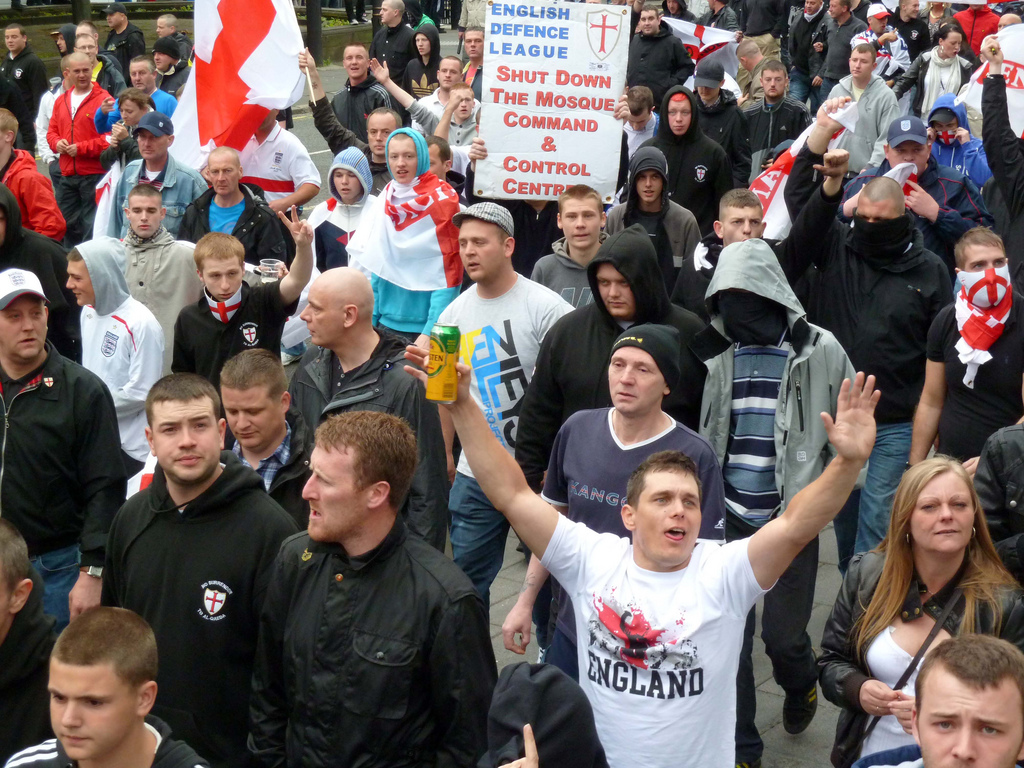
デモ行進するEDLメンバー

イギリスにいるムスリム移民の取り扱いについて訴えている。
イギリス国内の極左団体からの襲撃にあっており、また、EDLとイギリスの極左団体「Unite Against Fascism」（UAF）との衝突事件も起きている。
敵対団体からは結束主義（ファシズム）団体とみなされることがあるが、トミー・ロビンソンはムスリムに対して反結束主義だと述べている。
ユダヤ教徒とは反イスラーム感情を共有することで積極的に連帯する傾向がある。また様々なシオニスト系の組織から財政的な支援も受けている。2010年10月にはアメリカ在住のラビであり、ティーパーティー運動の活動家ナフム・シフレンが連帯の表明をした。またミャンマーではムスリム排斥を掲げる宗教団体969運動がEDLを手本にして仏教僧ウィラツによって組織された。
類似の組織はノルウェーやデンマーク、ベルギーにも存在しており、各国の反イスラーム勢力とインターネットを通じて連携を取り合っている。
トミー・ロビンソンは結成以来、積極的にテレビなどに出演し、意見の主張や討論を行うことで団体の知名度を上げることに貢献したが、イスラム原理主義の過激派思想から解放された若いムスリム達が立ち上げたQuilliam財団のメンバーや他のムスリムとコンタクトを取るうちに思想に変化が起こり、「過激派との闘い方を間違えていた」と考えるようになった。また、学校に通う子供を迎える自身に向けられる批判的な目を目の当たりにして、「自分が訴えたかったことではない」としてEDLからの脱退を表明した。